# Günter Mittag

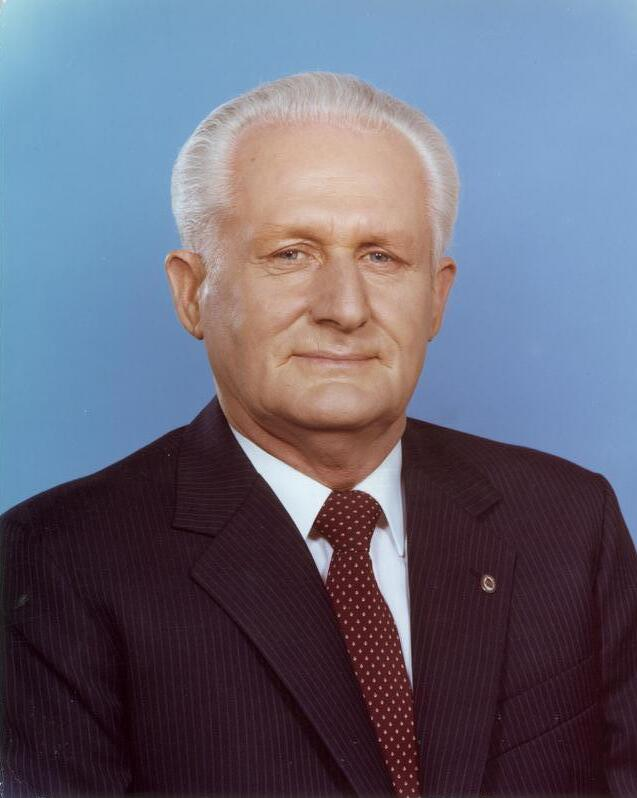
Günter Mittag, 1984

Günter Mittag (Stettin, 8 oktober 1926 - Berlijn, 18 maart 1994) was een Oost-Duits politicus. Hij was van 1966 tot de herfst van 1989 lid van het politbureau van het Centraal Comité van de Sozialistische Einheitspartei Deutschlands (SED), de communistische partij van de DDR. Vanaf 1976 was hij als secretaris van het Centraal Comité van de SED verantwoordelijk voor de planeconomie.
Mittag kwam uit een arbeidersfamilie. Vanaf 1943 diende hij bij een Flak-regiment en volgde van 1943 tot 1945 een beroepsopleiding bij de Deutsche Reichsbahn. In 1956 studeerde hij als econoom af en in 1958 promoveerde hij aan de Hochschule für Verkehrswesen in Dresden met het proefschrift Die Überlegenheit der sozialistischen Organisation und Leitung im Eisenbahnwesen der DDR gegenüber dem kapitalistischen Eisenbahnwesen.
In 1945 werd Mittag lid van de KPD en hij werd in 1946 door de fusie van de KPD en de Oost-Duitse SPD lid van de SED. In deze partij maakte hij carrière: in 1947 werd hij lid van het partijbestuur van het SED-district Greifswald en was bestuurlijk actief in de Freie Deutsche Gewerkschaftsbund (FDGB). In 1958 werd hij secretaris van de economische commissie bij het politbureau en in 1962 werd hij lid van het Centraal Comité. Van 1963 tot 1971 en van 1979 tot 1989 was hij lid van de Volkskammer. Van 1979 tot 1989 was Mittag lid van de Nationale Verdedigingsraad van de DDR.
Mittag had samen met Alexander Schalck-Golodkowski, de staatssecretaris van buitenlandse handel, veel contacten met politici en industriëlen uit de Bondsrepubliek. Met Franz Josef Strauß werden goede contacten onderhouden die in 1983 resulteerden in een miljardenkrediet van de Bondsrepubliek aan de DDR. 
Mittag was een zware suikerpatiënt, hetgeen in de jaren tachtig resulteerde in de amputatie van beide onderbenen. In de tijd van die Wende werd Mittag op 24 oktober 1989 uit zijn functie ontheven. In 1989 en 1991 werd Mittag vervolgd door justitie, maar in beide gevallen werd de vervolging vanwege zijn gezondheidstoestand gestaakt.
Mittag is begraven op de begraafplaats Biesdorf in Berlijn-Marzahn.
- Bibliothèque nationale de France: cb12945608f (data)
- Gemeinsame Normdatei: 11897629X
- International Standard Name Identifier: 0000 0000 8391 5417
- Library of Congress Control Number: n84038234
- Nationale Bibliotheek van Tsjechië: xx0180236
- Nationale Bibliotheek van Israël: 987007455070505171
- Nederlandse Thesaurus van Auteursnamen: 067723861
- Système universitaire de documentation: 033989508
- Virtual International Authority File: 69061365
- WorldCat: E39PBJqqwMhwgX4T8fqXhFCbBP